# Tolon
För andra betydelser, se Tolon (olika betydelser).

Tolon är en ort i norra Ghana. Den är huvudort för distriktet Tolon, och folkmängden uppgick till 3 753 invånare vid folkräkningen 2010.